# Jānis Mediņš
Jānis Mediņš (né le 9 octobre 1890 à Riga – mort le 4 mars 1966 à Stockholm) est un compositeur letton. Ses frères Jāzeps et Jēkabs étaient également compositeurs.

## Biographie
Il écrit le thème musical pour le premier long métrage parlant letton Fils du pêcheur réalisé par Vilis Jānis Lapenieks (lv),, d'après le roman éponyme de Vilis Lācis en 1939.

## Œuvres
- A Tale "poème symphonique" en la mémoire de Emils Darzins (1911)
- Symphonie en mi mineur (1913)
- Suite pour orchestre n°1 (1922)
- Imanta "image symphonique" (1923)
- The Blue Mountain "image symphonique" (1924)
- Suite pour orchestre n°2 (1925)
- Concerto pour violoncelle et orchestre n°1 (1928)
- Concerto pour piano et orchestre en ut dièse mineur (1932)
- Suite pour orchestre n°3 (1933)
- Trois Danses de "The Little Darling" (1939)
- Quintette avec piano (1946)
- Le Triomphe de l'amour "ballet" (1947)
- Concerto pour violoncelle et orchestre n°2 en ré mineur (1947)
- Rhapsodie pour deux pianos (1954)
- Sonate pour accordéon (1955)
- Six Danses pour orchestre (1957)
- Concertino pour deux violons et orchestre (1961)
- Vingt-quatre préludes pour piano (1921-1962)
- Sonates pour violon, violoncelle, clarinette, hautbois et flûte avec piano
- Suites diverses pour orchestre

Opéras
- Uguns un nakts (Le Feu et la Nuit) (1913-1919)
- Dievi un cilvēki (1922)
- Sprīdītis (1925)
- Luteklīte (1939)

## Discographie
- Vingt-quatre préludes, Jonathan Powell (piano) 1 CD Toccata Classics 2012
- Concerto pour violoncelle et orchestre n 2, Ingus Naruns, violoncelle, The London Philarmonic Orchestra, dir. Harry John Brown. Kaibala Records 1978